# Дело Сухово-Кобылина

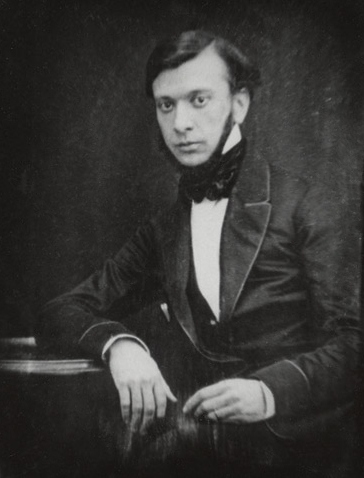
Александр Сухово-Кобылин. Дагеротип 1850-х годов

Дело Сухово-Кобылина — дело об убийстве парижской модистки и московской купчихи Луизы Симон-Деманш (фр. Louise Simon-Dimanche) 7 ноября 1850 года, одним из фигурантов которого был драматург Александр Васильевич Сухово-Кобылин. Расследование длилось с 1850 по 1857 год. За эти годы Сухово-Кобылин дважды подвергался аресту; во время пребывания на гауптвахте он завершил работу над своей первой пьесой «Свадьба Кречинского». В число подозреваемых входили и слуги Симон-Деманш. Следствие также интересовалось представительницей высшего московского света Надеждой Ивановной Нарышкиной, которая после вызова на допрос покинула Россию и уехала во Францию.
Дело, расследованием и изучением которого занимались московский обер-полицмейстер Иван Дмитриевич Лужин, генерал-губернатор Москвы Арсений Андреевич Закревский, министр юстиции Российской империи Виктор Никитич Панин, члены Правительствующего сената и Государственного совета, завершилось оправданием как Сухово-Кобылина, так и крепостных крестьян. Приговор, вынесенный Государственным советом, так и не дал ответа на вопрос о том, кто убил Луизу Симон-Деманш. Процесс вызвал большой общественный резонанс и наложил отпечаток на творчество драматурга.

## Гибель Луизы Симон-Деманш

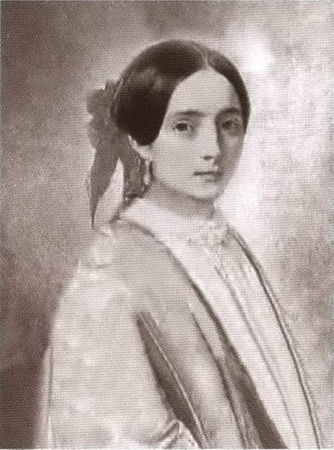
Предполагаемый портрет Луизы Симон-Деманш

Луиза Симон-Деманш, прибывшая в Россию из Франции в 1842 году, проживала в пятикомнатной квартире, расположенной в доме графа Гудовича на углу Тверской улицы (после перемещения здание находится в Брюсовом переулке, 21), которую для неё арендовал Сухово-Кобылин. Вечером 7 ноября 1850 года она вышла на улицу и домой не вернулась. На следующее утро Александр Васильевич, не застав её в снимаемой квартире, попытался организовать частные поиски: отправил курьера к даме, знавшей Луизу, посетил знакомых, у которых она могла появиться. Слуги утверждали, что барин «никогда прежде не был так встревожен об отлучке Деманш». Днём 9 ноября Сухово-Кобылин прибыл на заседание Купеческого собрания, нашёл там московского обер-полицмейстера Ивана Лужина и сообщил ему о своей тревоге за судьбу Луизы. Тот отдал распоряжение об опросе извозчиков, однако ни один из них не смог вспомнить пассажирку «в меховом салопе и шляпе».
В тот же день казак Андрей Петряков обнаружил неподалёку от Ваганьковского кладбища лежащее в сугробе тело женщины лет тридцати пяти. Согласно полицейскому протоколу, погибшая была среднего роста, в клетчатом зелёном платье, шёлковых белых чулках и чёрных бархатных полусапожках. В ушах — золотые серьги с бриллиантами, на руках — кольца. Русые волосы, заплетённые в косу, были скреплены «черепаховой гребёнкою без одного зубца». В кармане убитой лежала связка «нутренных ключей разной величины». Столь же подробным был и доклад доктора Тихомирова, установившего при осмотре, что «кругом горла на передней части шеи находится поперечная, с рваными расшедшимися краями рана, длиною около трёх вершков». Возле тела сохранился санный след; судя по отпечаткам конских копыт, экипаж сначала свернул в сторону от дороги, а затем направился к Москве.
Вскоре обер-полицмейстер Лужин получил документ о том, что вызванные на опознание крепостные крестьяне Сухово-Кобылина — Галактион Козьмин и Игнат Макаров — узнали в погибшей «иностранку Луизу Ивановну, живущую в доме Гудовича». Лужин, объявив о начале следствия об убийстве Симон-Деманш, обратил особое внимание включённых в комиссию лиц на поведение отставного титулярного советника Сухово-Кобылина, который в частном разговоре верно указал направление поисков пропавшей женщины, а также «многократно изъявлял опасения, не убита ли она».

## Фигуранты

### Александр Сухово-Кобылин
Сухово-Кобылин считался человеком с «противоречивым умом». Жёсткость «европеизированного феодала» сочеталась в нём с желанием идти в ногу со временем; при решении хозяйственных вопросов в своих имениях он охотно использовал все возможности прогресса, сохраняя в то же время «идеализированное представление о патриархальных отношениях». Он был хорошо образован, имел успех у дам, слыл заядлым игроком; при этом, по словам его соседа Александра Михайловича Рембелинского, в высшем обществе Александр Васильевич, всегда державшийся независимо, не пользовался большой симпатией. Сестра Сухово-Кобылина, писательница Евгения Тур, рассказывала о нём как о человеке горячем и неудержимом: он не щадил проштрафившихся слуг и был способен за обедом разбить посуду «из-за не понравившегося ему блюда». Писатель Евгений Феоктистов в своих воспоминаниях характеризовал Сухово-Кобылина как безжалостного и холодного помещика:

Этот господин, превосходно говоривший по-французски, усвоивший себе джентльменские манеры, был, в сущности, по своим инстинктам жестоким дикарём, не останавливающимся ни перед какими злоупотреблениями крепостного права. Дворня его трепетала… Александр Кобылин мог похвастаться целым рядом любовных похождений, но они же его и погубили.

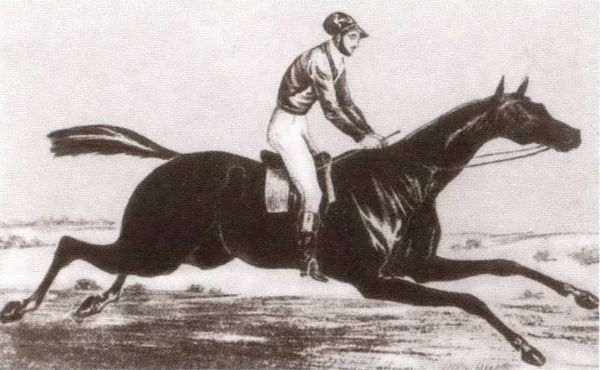
А. В. Сухово-Кобылин — лучший жокей России. Акварель (1842)

С Луизой Симон-Деманш Александр Васильевич познакомился в 1841 году в Париже. Согласно версии публициста Власа Дорошевича, написавшего очерк «Дело об убийстве Симон Диманш», их встреча произошла за столиком ресторана. Когда молодая женщина сообщила, что не может найти себе дело по душе, Сухово-Кобылин предложил ей переехать в Россию и дал на путевые расходы тысячу франков. Осенью 1842 года парижская модистка прибыла сначала в Петербург, затем в Москву. Сухово-Кобылин снял для неё квартиру на Тверской улице, где в распоряжении Симон-Деманш оказался весь первый этаж. У неё были слуги из числа крепостных крестьян Александра Васильевича; он же выделил Луизе средства на открытие виноторгового и бакалейного магазинов. В 1849 году, судя по показаниям Сухово-Кобылина, «московская купчиха Луиза Ивановна» была вынуждена отойти от дел «по скудости торговли»; с этого времени она находилась на его полном содержании. По словам литературоведа Станислава Рассадина, прежняя идиллия, несмотря на частые совместные обеды, постепенно исчезала. В 1850 году в жизни Сухово-Кобылина появилась Надежда Ивановна Нарышкина.

### Надежда Нарышкина

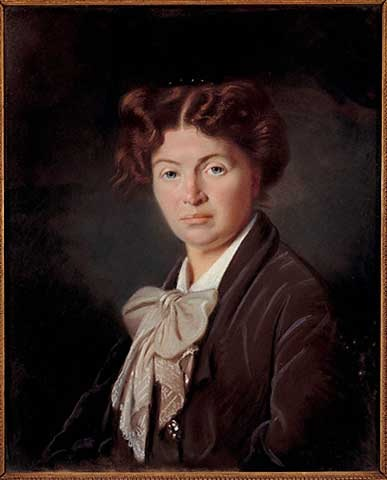
Н. И. Нарышкина (1864)

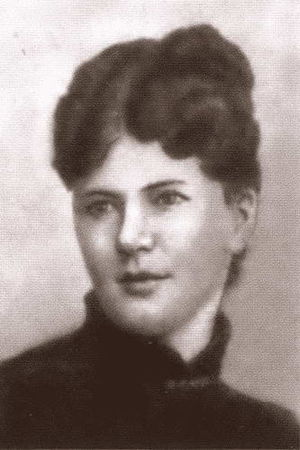
Луиза Сухово-Кобылина (1870)

Надежда Ивановна Нарышкина (урождённая баронесса Кнорринг) на момент знакомства с Сухово-Кобылиным была замужем за Александром Григорьевичем Нарышкиным. Светская львица, не знавшая недостатка в ухажёрах, она, по воспоминаниям современников, в высших московских кругах не считалась красавицей: её описывали как женщину «небольшого роста, рыжеватую, с неправильными чертами». В то же время Нарышкина обладала «какою-то своеобразною грацией», умела вести разговор и держалась очень уверенно. Видя, как тяжело Сухово-Кобылин переживал смерть Луизы, Надежда Ивановна взяла на себя часть ритуальных забот во время подготовки к похоронам Симон-Деманш. Очевидцы рассказывали, что её поддержка была весомой:

С того дня, как огласилось убийство, она почти не покидала Кобылина, находилась постоянно в обществе его родных и отважно махнула рукой на то, что станут рядить. Она самозабвенно погрузилась в его горе, выражавшееся открыто и сильно.
Нарышкина оказалась в поле зрения следствия по двум причинам: молва связывала её имя с убийством, а слуги дали показания о том, что Луиза относилась к сопернице с ревностью. Евгений Феоктистов рассказывал, что в те дни «Нарышкина сделалась притчей во языцех, ужасные минуты переживал её муж». Лев Толстой в письме, отправленном своей родственнице Татьяне Ергольской, сообщал о шумной истории, переполошившей Москву: «При аресте Кобылина нашли письма Нарышкиной с упрёками ему, что он её бросил, и с угрозами по адресу г-жи Симон… Предполагают, что убийцы были направлены Нарышкиною».
Во время допроса, разрешение на который дал глава следственной комиссии генерал-губернатор Москвы Арсений Андреевич Закревский, Надежда Ивановна сообщила, что никогда не встречалась с Симон-Деманш. В декабре 1850 года Нарышкина получила «Свидетельство на выезд за границу» и уехала в Париж, где в июне 1851 года родила девочку. Дочь, отцом которой был Сухово-Кобылин, назвали Луизой. Будучи признанной отцом и его единственной наследницей, Луиза Сухово-Кобылина после его смерти получила имение Кобылинку, дом на юге Франции и право на издание всех произведений. Она ушла из жизни в 1930-х годах.

### Слуги Симон-Деманш
В число подозреваемых вошли также слуги Луизы Симон-Деманш. Это были «дворовые люди» Сухово-Кобылина, направленные им в Брюсов переулок для ведения домашних и хозяйственных работ: 20-летний повар Ефим Егоров, обучавшийся на одной из лучших петербургских кухонь, 18-летний кучер Галактион Козьмин, а также горничные — 27-летняя Аграфена Кашкина и 50-летняя Пелагея Алексеева (она скончалась в 1853 году в тюрьме, не дождавшись приговора). Все четверо были арестованы в ночь после обнаружения тела Луизы. Обер-прокурор Сената Кастор Никифорович Лебедев, который по просьбе министра юстиции занимался изучением материалов дела, впоследствии писал:

Грустно видеть этого даровитого Сухово-Кобылина, поглощённого интригами, и этих крепостных, отданных господином в рабство своей французской любовнице.

## Первый этап расследования (1850—1853)

### Показания Сухово-Кобылина. Обыски

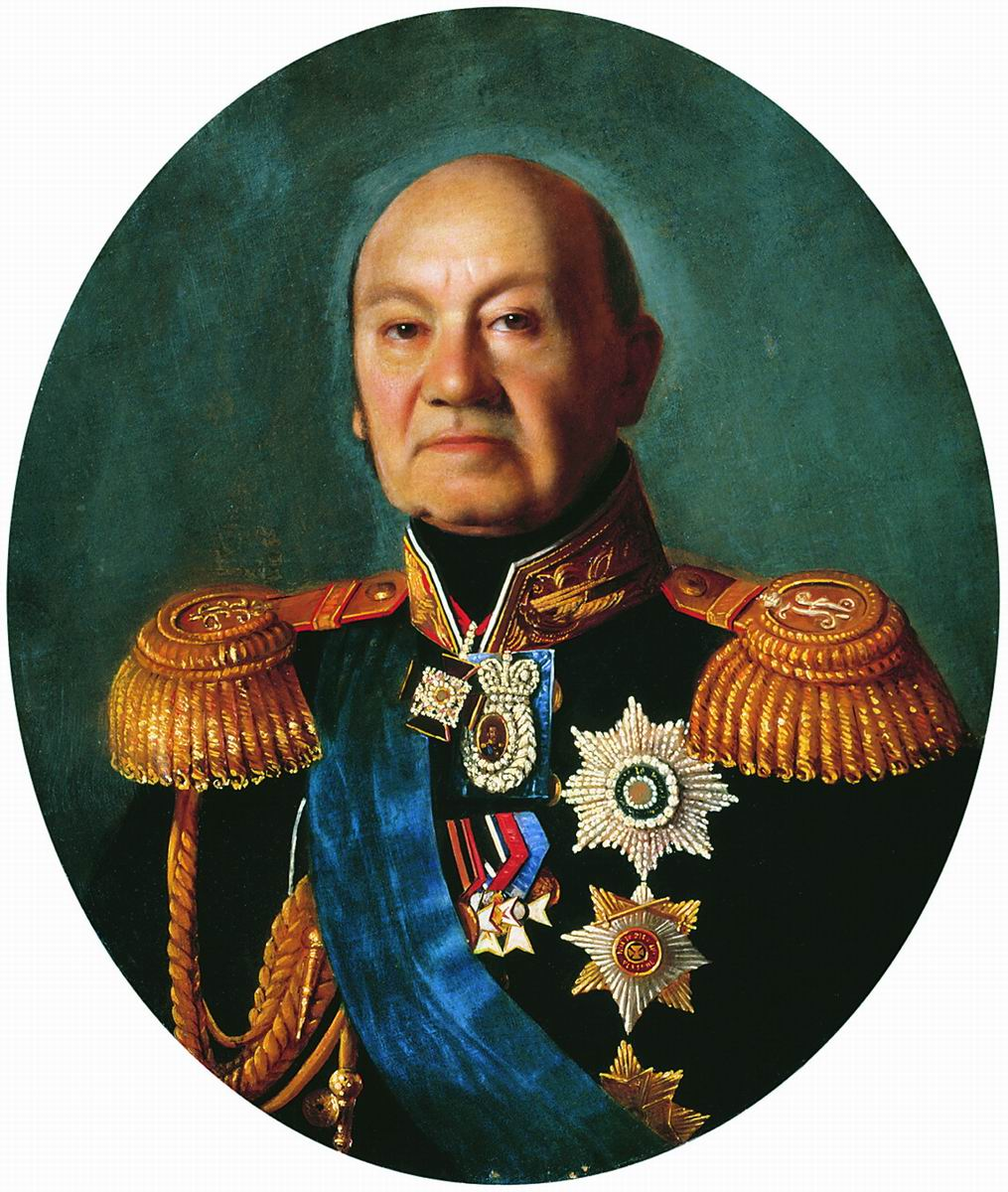
Генерал-губернатор Москвы А. А. Закревский

Первое распоряжение, сделанное Арсением Андреевичем Закревским в рамках дела об убийстве Луизы Симон-Деманш, касалось Александра Васильевича: генерал-губернатор приказал установить за ним «надзор тайной полиции». Сам Сухово-Кобылин во время всех допросов повторял, что их последняя с Симон-Деманш встреча произошла 6 ноября в доме Гудовича. В день исчезновения Луизы, 7 ноября, он находился «в кругу семейства», а вечер провёл «в доме Губернского Секретаря Александра Нарышкина», в присутствии не менее пятнадцати свидетелей. По словам Александра Васильевича, домой он вернулся поздно, во втором часу ночи; подтвердить момент возвращения мог камердинер, который помогал барину приготовиться ко сну. Во флигеле Сухово-Кобылин обнаружил записку, принесённую Симон-Деманш в его отсутствие: Луиза напоминала, что ей нужны деньги на текущие расходы, и изъявляла желание встретиться. В девятом часу утра он отправился в дом Гудовича.
В течение нескольких следующих дней — с 12 по 16 ноября — во флигеле особняка на Страстном бульваре, 9, где временно проживал Сухово-Кобылин, были проведены три обыска. Во время первого были обнаружены два кровавых пятна, показавшихся приставам Хотинскому и Редькину подозрительными. В протоколе они указали, что одно из них — «продолговатое на вершок длины в виде распустившейся капли, другое — величиной с пятикопеечную монету, разбрызганное». Кроме того, размытые следы крови были замечены «в сенях около кладовой» и на крыльце. При повторных обысках следователей интересовали документы и письма Александра Васильевича. Ознакомившись с рапортами и протоколами, московский генерал-губернатор подписал постановление об аресте Сухово-Кобылина:

Сообразив ответы, отобранные с отставного титулярного советника Сухово-Кобылина, с ответами камердинера его, кучера, дворника и сторожа и найдя разногласие, а равно приняв в соображение кровавые пятна… — отставного титулярного советника Александра Васильевича Сухово-Кобылина арестовать.

### Арест Сухово-Кобылина
О своём пребывании под арестом Сухово-Кобылин рассказал в письме, адресованном Николаю I (датировано июнем 1851 года). По словам Александра Васильевича, вначале он был «заперт в секретный чулан Тверского частного дома», где находился вместе «с ворами, пьяною чернью и безнравственными женщинами». Затем человек «в партикулярном платье» вывел его из тюрьмы и велел сесть в закрытый экипаж; после двухчасовых перемещений по Москве отставной титулярный советник был отправлен в одиночную «секретную» камеру. Там Сухово-Кобылин провёл трое суток. За это время арестованного ни разу не вызвали на допрос и держали в полном неведении относительно судьбы его близких. Позже в записях дневникового характера Александр Васильевич признался себе, что тюрьма резко повлияла на его жизненный настрой:

Жизнь начинаю постигать иначе. Труд, труд и труд. Возобновляющий освежающий труд. Среди природы под утренним дыханием… Моё заключение жестокое, потому что безвинное — ведёт меня на другой путь и потому благодатное.
В те дни в «секретной комнате» держали не только Сухово-Кобылина: 17 ноября решено было отделить повара Луизы Симон-Деманш Ефима Егорова от остальных слуг, находившихся в общей камере. В постановлении следственной комиссии указывалось, что Егоров во время допросов давал сбивчивые ответы, выглядел растерянным и демонстрировал «нерешительность высказать нечто тяготящее его совесть». Для того чтобы повар имел возможность побыть наедине с собой, он был переведён в Серпуховскую частную тюрьму и помещён в одиночную камеру.

### Признание слуг

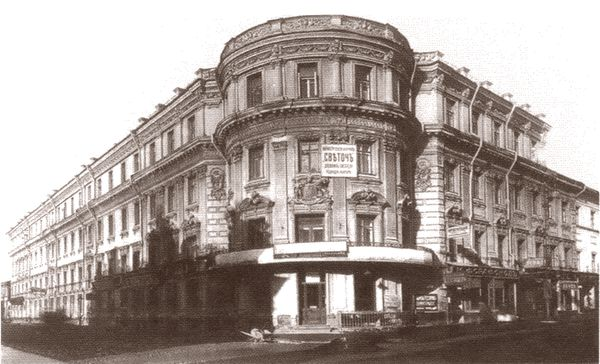
Дом, в котором проживала Луиза Симон-Деманш

Вечером 20 ноября, после допросов, проведённых приставом Стерлиговым, Ефим Егоров признался в убийстве Луизы Симон-Деманш. По его словам, 7 ноября он пришёл в дом Гудовича, чтобы узнать, каким будет меню на следующий день. Хозяйки в квартире не оказалось, и, ожидая её, повар вместе с другими слугами сидел на кухне. Те жаловались, что «Луиза Ивановна» в последнее время стала слишком придирчивой. Егоров, наслушавшись этих разговоров, решил убить Симон-Деманш; в сообщники он взял молодого кучера Галактиона Козьмина. Ночью они проникли в спальню госпожи, задушили её подушкой и нанесли несколько ударов чугунным утюгом. Затем горничные облачили бездыханную Луизу в платье. Уложив тело в сани, Егоров и Козьмин выехали за Пресненскую заставу и выбросили его в придорожный сугроб. Ефим, «опасаясь, чтобы она не ожила на погибель нашу», нанёс мёртвой женщине ещё и ножевой удар по горлу. Вернувшись на Тверскую, повар и кучер увидели, что горничные Аграфена Кашкина и Пелагея Алексеева уже сделали в квартире уборку. Убедившись, что следов преступления в спальне нет, Егоров и Козьмин отправились в трактир, расположенный на Моховой, и просидели там за чаем и водкой почти до утра. Своё признание Ефим завершил словами:

Убил её потому, что она была злая и капризная женщина; много пострадало по её наговорам людей, в том числе сестра моя Василиса Егорова, которую отдали за мужика замуж.
Трое других слуг в целом подтвердили рассказ Егорова и даже добавили в его признание новых деталей: так, Козьмин рассказал, что в какой-то момент утюг выпал у него из рук, а горничные сообщили, что изначально пытались остановить Ефима и не допустить преступления. Прояснился вопрос и с кровавыми пятнами, обнаруженными во флигеле: согласно показаниям повара, накануне он использовал это помещение для забоя птицы — кур и цыплят. Два дня спустя, 22 ноября, Сухово-Кобылина, находившегося в одиночной камере, ознакомили с постановлением об освобождении; при этом ему было запрещено покидать пределы Москвы.

### Отречение от показаний
Первой инстанцией, рассматривавшей дело об убийстве Луизы Симон-Деманш, стал Московский надворный суд, вынесший 13 сентября 1851 года приговор, по которому Егорова и Козьмина надлежало отправить на каторжные работы на 20 и 15 лет соответственно. Ссылка ожидала и горничных. Третий пункт приговора гласил: «Сухово-Кобылина, ни в чём по сему делу невиновного, к суду не привлекать». Ровно через два месяца, 13 ноября, Ефим Егоров и остальные слуги отказались от прежних показаний. Так, повар Луизы Симон-Деманш рассказал, что частный пристав Стерлигов во время допросов подвергал его истязаниям: закручивал руки, подвешивал на крюк, держал в камере без еды и питья, избивал. По словам Егорова, Стерлигов показал ему письмо от Сухово-Кобылина, в котором за дачу признательных показаний Ефиму были обещаны «1500 руб. сер., свобода родственникам и ходатайство об облегчении участи».
Точно так же изменилась хронология событий, происшедших 7 ноября 1850 года, и в изложении других крепостных крестьян Сухово-Кобылина. Галактион Козьмин сообщил, что год назад «был обольщён частным приставом Хотинским», который также зачитал ему письмо от Александра Васильевича: за признание в убийстве хозяйки кучеру гарантировались не только деньги, но и «вечная свобода». Горничная Аграфена Кашкина вернулась к той версии, что излагалась всеми слугами изначально: Луиза Симон-Деманш ушла из дома вечером и с той поры никто её живой не видел:

Что же показано мною при следствии, что она убита Егоровым и Козьминым в спальне, то сознаюсь как перед Богом, велел мне так говорить барин Александр Васильевич. 8 числа ноября того года, придя к нам утром, он обещал награду и защиту. 

### Решение министра юстиции

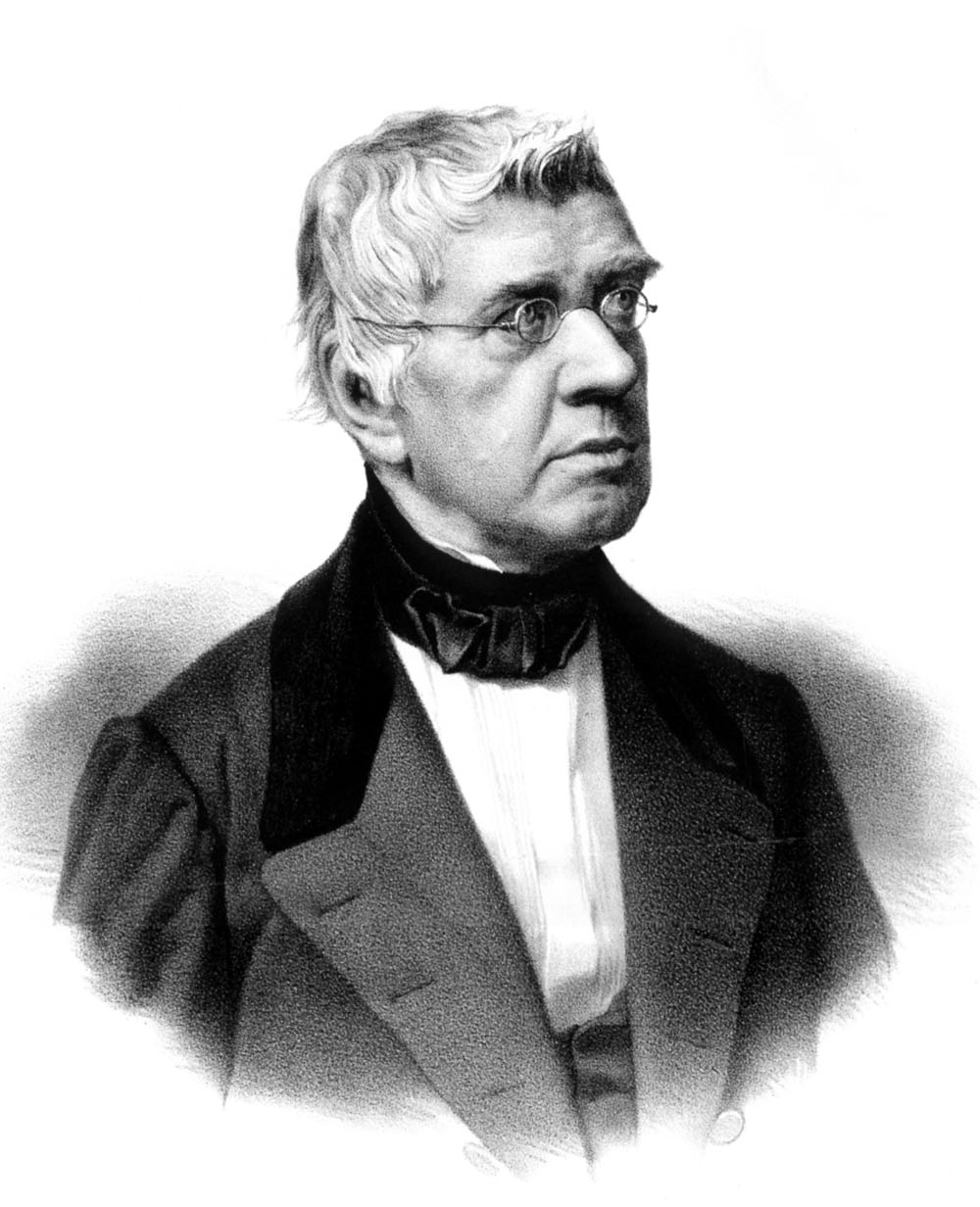
Министр юстиции В. Н. Панин

Новые обстоятельства, связанные с отречением слуг от прежних показаний, заставили следствие искать дополнительные материалы, однако писем, о которых упоминали повар Ефим Егоров и кучер Галактион Козьмин, найти не удалось, а частные приставы Хотинский и Стерлигов «отрицали своё участие в подкупе» крепостных Сухово-Кобылина. В 1852 году дело об убийстве Симон-Деманш проходило по инстанциям и в декабре рассматривалось Сенатом. На слушании в высшем государственном органе империи, состоявшемся 18 и 22 декабря, три сенатора высказались за оправдание Сухово-Кобылина; один — Иван Николаевич Хотяинцев — выступил против: по его мнению, слуги не имели отношения к преступлению, зато вина Александра Васильевича казалась ему «вероятной». Материалы и документы были переданы «для консультаций» министру юстиции Виктору Никитичу Панину; ему же Сухово-Кобылин отправил письмо, в котором сообщил, что получение ответов на некоторые вопросы является для него «делом чести гражданина»:

Ваше сиятельство!.. Я не имею никакой нужды в оправдании. Взгляд Ваш на дело убедит Вас в этом: но я прошу Вас именем того правосудия, которого Вы главнейший орган, обратить строгое внимание Ваше на вопрос: за что я был взят и содержим в тюрьме, и почему трёхлетнее судопроизводство не отстранило моё имя от дела по смертоубийству?
В октябре 1853 года граф Панин выступил в Сенате с докладом по затянувшемуся делу; основные тезисы его выступления касались недостаточного количества улик для осуждения слуг Луизы Симон-Деманш и неполного изучения материалов, связанных с Сухово-Кобылиным. Министр юстиции предложил направить дело на «переследование». В декабре общее собрание Государственного совета утвердило заключение Панина; через месяц, в январе 1854 года, резолюцию о создании новой следственной комиссии, возглавляемой генерал-майором Ливенцовым, закрепил своей подписью император Николай I.

## Второй этап расследования (1854—1857)

### Повторный арест Сухово-Кобылина

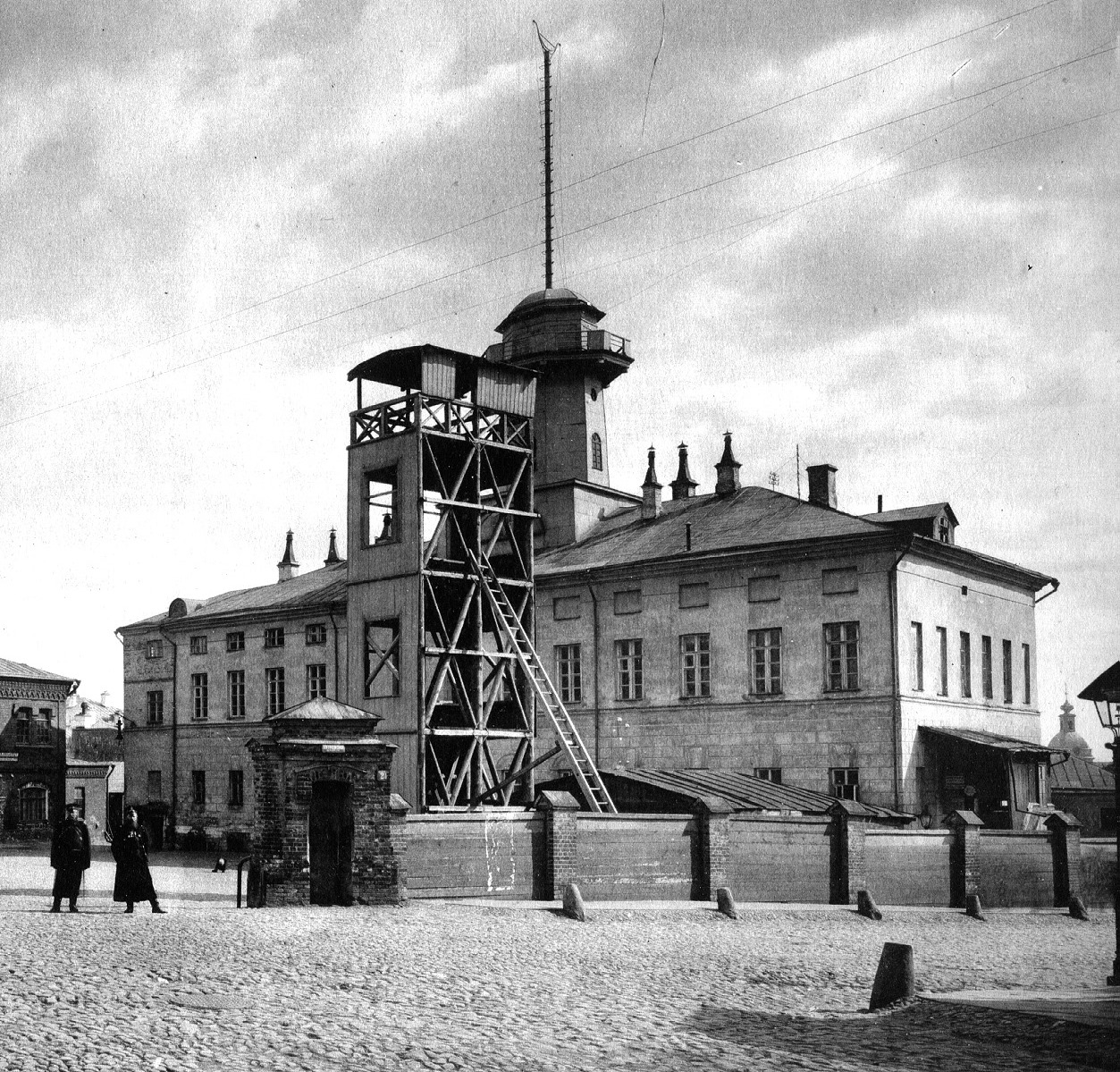
Мясницкая полицейская часть

Новая следственная комиссия, приступившая к работе в феврале 1854 года, провела дополнительные допросы Ефима Егорова, Галактиона Козьмина и Аграфены Кашкиной, но слуги Симон-Деманш никаких свежих подробностей добавить не смогли; их позиция, по словам биографа Сухово-Кобылина Майи Бессараб, сводилась к утверждению «знать не знаем, ведать не ведаем». Сам Александр Васильевич зимой находился в Выксе и работал над своей первой пьесой «Свадьба Кречинского». Весной начинающего драматурга вызвали в Москву и предложили явиться в Мясницкую полицейскую часть «для прохождения некоторых формальностей». Там Сухово-Кобылину предъявили постановление об аресте и направили сначала в городской арестный дом на Большой Калужской, затем на гауптвахту, расположенную в Тверской части Москвы.
Дневниковые записи Александра Васильевича свидетельствовали о том, что режим заключённого был относительно свободный: ему давали возможность ездить домой, встречаться со знакомыми, заниматься литературной деятельностью. Впоследствии Сухово-Кобылин вспоминал, что все шесть месяцев были в основном потрачены «на отделку и обработку „Свадьбы Кречинского“»:

Каким образом мог я написать комедию, состоя под убийственным обвинением и требованием взятки в 50 тысяч рублей, я не знаю, но знаю, что написал Кречинского в тюрьме — впрочем, не совсем, — ибо я содержался (благодаря защите княгини Гагариной и Закревского) на гауптвахте у Воскресенских ворот. Здесь окончен был Кречинский.
За полгода, проведённые драматургом в изоляции, следственная комиссия не обнаружила новых материалов в деле об убийстве Симон-Деманш. В ноябре 1854 года Александр Васильевич был освобождён вместе с камердинером Макаром Лукьяновым «на поручительство полковницы Сухово-Кобылиной с обязанностью представлять означенных лиц когда и куда требуется».

### Процедура церковного покаяния

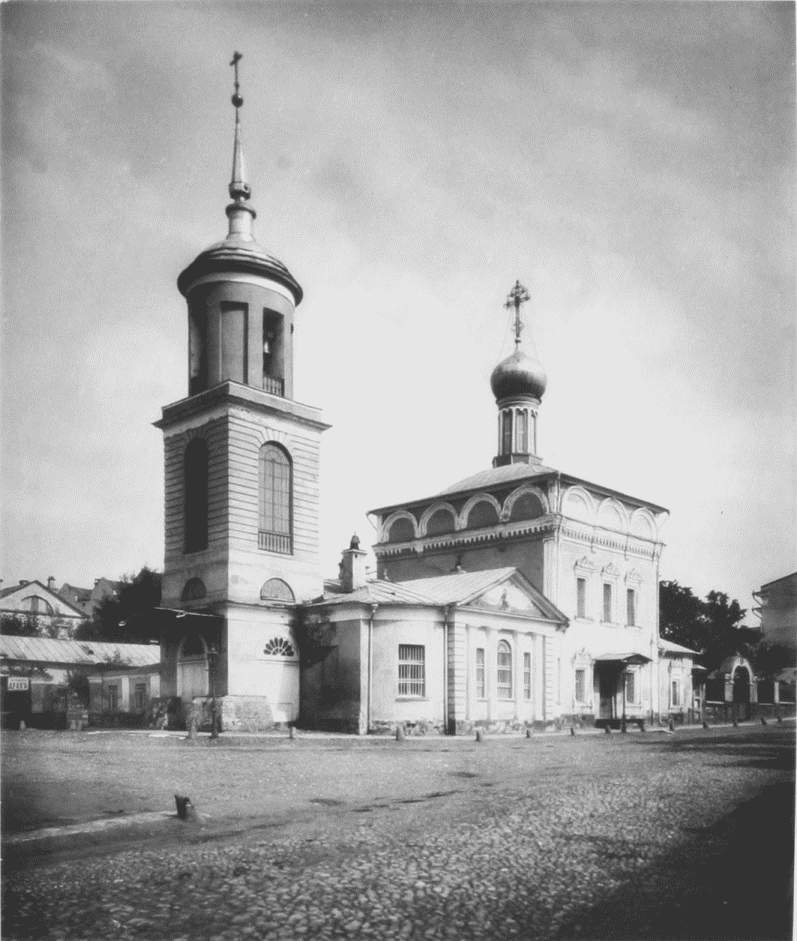
Церковь Воскресения на Успенском Вражке

В ноябре 1855 года вышло в свет определение Правительствующего сената, согласно которому Сухово-Кобылин по-прежнему «оставался на подозрении». Второй пункт документа предписывал «за прелюбодейную связь Сухово-Кобылина с Симон-Деманш, продолжавшуюся около восьми лет и разорвавшуюся жестоким смертоубийством», подвергнуть отставного титулярного советника «строгому церковному покаянию для очищения совести». Копию этого документа драматургу вручил представитель Московской епархии.
Через месяц, 11 декабря 1855 года, в церкви Воскресения на Успенском Вражке, находящейся неподалёку от дома, где жила Луиза Симон-Деманш, в присутствии чиновников, полицейских и многочисленной праздной публики прошла процедура публичного церковного покаяния Сухово-Кобылина. Драматург отреагировал на это событие словами:

Сквозь двери сырой сибирки, сквозь Воскресенские ворота привела она [судьба] меня на сцену Московского театра… Теперь далее ведёт судьба — публичному позору и клеймению предаёт честное имя, и я покорён тебе, судьба, — веди меня, я не робею.

### Закрытие дела
Через пять с половиной лет с момента открытия дела об убийстве Симон-Деманш стало понятно, что следствие зашло в тупик. В мае 1856 года министр юстиции подготовил документ, в котором указал, что в деле не нашлось «улик, требуемых законом»; по словам графа Панина, подозрение в отношении Сухово-Кобылина базировалось исключительно на «одних предположениях, ни на каких данных не основанных». То же самое касалось и слуг, которые не могли «по правилам закона быть признаны изобличёнными». В июне по поручению министра юстиции в Сенат было внесено предложение о том, чтобы и Сухово-Кобылина, и его крепостных крестьян — Ефима Егорова, Галактиона Козьмина, Аграфену Кашкину — «от всякой ответственности по вышеозначенному предмету оставить свободными».
Окончательный вердикт был вынесен в октябре 1857 года, когда Государственный совет оправдал всех подозреваемых; полтора месяца спустя приговор был подтверждён императором Александром II. Если предложение министра Панина Сухово-Кобылин воспринял с плохо скрываемым возмущением («Оказалось, что и преступники равным образом оправданы!»), то итоговое решение встретил почти спокойно: «Я до того истомился, что известие это ровно никакого влияния на меня не произвело». Последним штрихом в семилетней истории уголовного дела стала утрата решения Госсовета от 25 октября 1857 года — документ «был затерян писцом в пьяном виде вместе с парою сапог».
| Дата                      | Событие                                                                                                   |
| Ночь с 7 на 8 ноября 1850 | Луиза Симон-Деманш исчезает из своей квартиры, находящейся в доме Гудовича                                |
| 9 ноября 1850             | Тело Симон-Деманш найдено неподалёку от Ваганьковского кладбища                                           |
| 10 ноября 1850            | Обер-полицейский И. Д. Лужин объявляет о начале следствия                                                 |
| 12 ноября 1850            | В доме Сухово-Кобылина (Страстной бульвар, 9) проходит обыск                                              |
| 16 ноября 1850            | Происходит первый арест Сухово-Кобылина                                                                   |
| 20 ноября 1850            | Слуги Луизы Симон-Деманш сознаются в убийстве                                                             |
| 22 ноября 1850            | Сухово-Кобылин освобождён из тюрьмы                                                                       |
| 13 сентября 1851          | Московский надворный суд выносит приговор в отношении слуг Луизы Симон-Деманш                             |
| 13 ноября 1851            | Слуги Симон-Деманш отказываются от прежних показаний                                                      |
| 18—22 декабря 1852        | В Правительствующем сенате проходят слушания по делу об убийстве Луизы Симон-Деманш                       |
| 2 октября 1853            | Министр юстиции В. Н. Панин предлагает направить дело на «переследование»                                 |
| 17 декабря 1853           | Государственный совет утверждает заключение о повторном расследовании                                     |
| 11 января 1854            | Император Николай I утверждает решение Государственного совета                                            |
| 27 февраля 1854           | Чрезвычайная следственная комиссия, возглавляемая генерал-майором Ливенцовым, приступает к работе         |
| 7 мая 1854                | Происходит второй арест Сухово-Кобылина                                                                   |
| 2 ноября 1854             | Сухово-Кобылин освобождён из-под стражи                                                                   |
| 11 ноября 1855            | Правительствующий сенат решает подвергнуть Сухово-Кобылина строгому церковному покаянию                   |
| 11 декабря 1855           | В церкви Воскресения на Успенском Вражке проходит процедура церковного покаяния Сухово-Кобылина           |
| 25 октября 1857           | Государственный совет принимает решение оправдать Сухово-Кобылина и слуг Луизы Симон-Деманш. Дело закрыто |

## Общественный резонанс

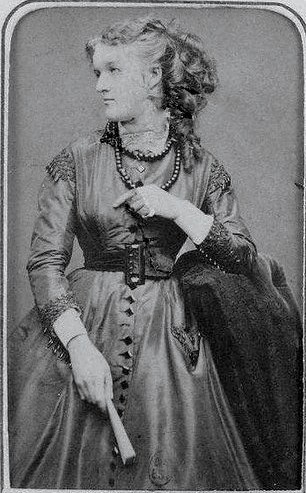
Молва связывала «дело» с именем Н. И. Нарышкиной

По словам писателя Петра Боборыкина, история, случившаяся в ноябре 1850 года, «сильно взволновала барскую и чиновную публику обеих столиц». Свидетельством того, что дело с самого начала воспринималось в обществе как событие незаурядное, было включение информации об убийстве Луизы Симон-Деманш в составленную для Николая I сводную ведомость «О происшествиях по Империи с 18-го по 25-е Ноября 1850 г.», на которой после ознакомления появилась пометка «Сия статья принята Его Величеством к сведению».
Народная молва выдвигала свои версии. Так, Александр Рембелинский рассказывал, что интерес публики к любовному треугольнику породил множество слухов: «Связь его с француженкой была известна, не менее известен был в обществе и его роман с дамой из высшего света, всем известной. И вот пошла писать губерния!» Пётр Боборыкин воспроизвёл в своих воспоминаниях тот сюжет, что передавался в Москве из уст в уста: в его основе лежала сцена ревности, которую Симон-Деманш устроила во флигеле в ночь с 7 на 8 ноября вернувшимся со званого ужина Сухово-Кобылину и Надежде Нарышкиной; вспыливший титулярный советник ударил Луизу шандалом, «отчего она тут же умерла». Аналогичное объяснение прозвучало и в секретном письме московского генерал-губернатора Закревского, адресованном главному начальнику III отделения Собственной Е. И. В. канцелярии Алексею Фёдоровичу Орлову: по словам Арсения Андреевича, «убийство Деманш было вынуждено необходимостию спасти репутации соперницы».
Легенды о случившемся появлялись и спустя десятилетия после вынесения приговора. В 1910 году на страницах издания «Русская старина» была опубликована статья Павла Россиева, в которой со ссылкой на некую родственницу Сухово-Кобылина рассказывалось об ином варианте развития событий: Деманш была убита ещё до вечернего визита Александра Васильевича к Нарышкиным — во время бурного объяснения во флигеле титулярный советник сильно толкнул Луизу, отчего она «ударилась головою о камин и упала мёртвою на пол». Подобные разговоры, по утверждению Евгения Феоктистова, привели к тому, что Сухово-Кобылин оказался отвергнутым высшим светом — «общество отвернулось от него».
В этой ситуации драматург обрёл поддержку в той среде, с которой прежде был мало знаком: в литературных и театральных кругах. Так, ещё до оглашения приговора его весомо поддержал актёр Михаил Щепкин, с воодушевлением принявший первую пьесу Александра Васильевича «Свадьба Кречинского». Руководителя журнала «Современник» Некрасова не смутила неоднозначная репутация Сухово-Кобылина: в 1856 году Николай Алексеевич напечатал его первую пьесу в одном номере с произведением Льва Толстого «Два гусара». Открыто принял сторону драматурга и публицист Влас Дорошевич:

А. В. Сухово-Кобылин был жертвою судебной ошибки. И особенно своевременно извлечь на свет Божий эту историю, дремавшую в архивах старого сената, именно теперь, в эпоху нападок на новые суды… И к симпатиям к писателю пусть присоединятся ещё симпатии к невинно страдавшему человеку.

## Гроссман против Гроссмана
В конце 1930-х годов журнал «Крокодил» напечатал эпиграмму Эмиля Кроткого: «Гроссман к Гроссману летит,/ Гроссман Гроссману кричит:/ Гроссман, где б нам отобедать,/Как бы нам о том проведать?/ Гроссман Гроссману в ответ:/Знаю, будет нам обед:/В чистом поле под ракитой/Труп француженки убитой». Эпиграмма обрела популярность в литературных и читательских кругах. Поводом к её появлению стал последовательный выход двух книг о Сухово-Кобылине, авторы которых — двоюродные братья (по некоторым данным — однофамильцы) Леонид Гроссман и Виктор Гроссман — оказались оппонентами.

### Версия Леонида Гроссмана
Русское дворянство выродилось в лице Сухово-Кобылина, наделив его своим вкусом к утончённой культуре, порывами кипучей жизненной энергии, художественной одарённостью и приступами неудержимой властности, легко переходящей в кровопролитие. Всё это в полной мере воспринял и выразил последний Сухово-Кобылин.
Книга Леонида Гроссмана, вышедшая в 1927 году в ленинградском издательстве «Прибой», имела, по замечанию Станислава Рассадина, «обвиняющее название»: «Преступление Сухово-Кобылина». В основе произведения лежали материалы уголовного дела с теми уликами, что были собраны следствием: кровавыми пятнами во флигеле, показаниями Ефима Егорова и других слуг, выдержками из писем фигурантов. Отзывы об исследовании Гроссмана оказались разноречивыми. Так, Максим Горький, которому автор отправил «Преступление Сухово-Кобылина», в письме Леониду Петровичу из Сорренто (13 сентября 1927) назвал книгу ценной, отметив, что в ней присутствуют гуманность и «человечное отношение к человеку, хотя бы и преступному».
К числу тех, кто одобрил работу Леонида Гроссмана, относился и Корней Чуковский. Прочитав «Преступление Сухово-Кобылина» в журнальной редакции («Новый мир», 1926, № 11, 12), Корней Иванович оценил «литературное радение» автора и «художественный подход к предмету». Некоторые замечания Чуковского касались стилистических недочётов: по его мнению, автор слишком часто использовал слово «жуткий» и чрезмерно насытил свой труд эпитетами («кровавый призрак», «испытанное средство пыток» и т. д.). При этом Чуковский был недоволен позицией тех рецензентов, которые при анализе книги устроили «адвокатский разбор»: «Неужели всё дело в том, убил ли Сухово-Кобылин или нет?» «Сторону защиты» драматурга в литературной полемике вокруг книги Гроссмана представлял публицист Вл. Лаврецкий: в статье, опубликованной в «Красной газете» (1927), он назвал доказательства Леонида Петровича «крайне слабыми», отметив, что «прямых улик против Сухово-Кобылина никогда не было, нет их и теперь, а косвенные шатки и противоречивы».
Книга Леонида Гроссмана осталась в сфере внимания исследователей и спустя десятилетия после выхода. Так, Станислав Рассадин, процитировав отдельные страницы из «Преступления Сухово-Кобылина» («…великосветский донжуан, изящно угрожающий кастильским кинжалом беззаветно любящей его женщине…»), предложил сделать поправку на время, напомнив, что в 1920-х годах «классовой обструкции» подверглись многие представители литературы XIX века. Майя Бессараб, отдав должное «блестящему» языку автора, пришла к выводу, что Леонид Гроссман не мог провести объективное расследование по двум причинам: во-первых, часть архивных материалов, в том числе находившихся во Франции, была ещё закрыта; во-вторых, в основе книги лежала заданная установка на то, что «де-мол, дворянин Сухово-Кобылин скорее мог совершить преступление, чем крестьяне, его крепостные».

### Версия Виктора Гроссмана

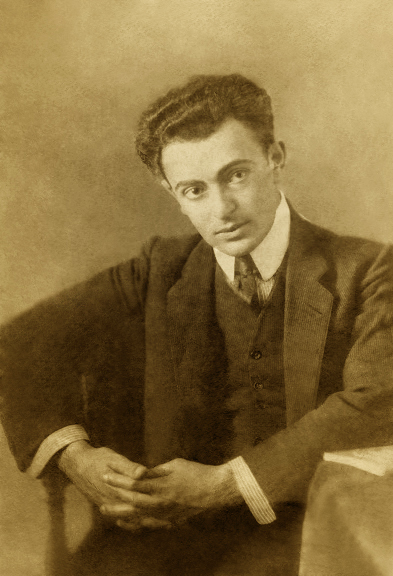
Виктор Гроссман

«Приговор», вынесенный Сухово-Кобылину в книге Леонида Гроссмана, был «обжалован» в произведении литературоведа и писателя Виктора Гроссмана, вышедшем в свет в 1936 году. По словам литературного критика Анатолия Горелова, Виктор Азриэлевич не только дал своей книге название, которое впоследствии было растиражировано исследователями — «Дело Сухово-Кобылина», — но и оспорил вердикт своего родственника. На протяжении многих страниц автор последовательно опровергал доводы, прозвучавшие в «Преступлении Сухово-Кобылина»: так, он доказывал, что размытая кровь, обнаруженная во флигеле, объяснялась «бытовой правдой» середины XIX века, когда кухарки и повара приобретали живую дичь и птицу и готовили её в сенях. Повар Луизы Ефим Егоров, по словам Виктора Гроссмана, мог ввести следствие в заблуждение неоднократным изменением своих показаний.
Майя Бессараб при сравнении двух книг отметила, что одним из наиболее весомых аргументов Виктора Гроссмана является судебно-медицинская экспертиза, которую по его просьбе провёл в 1934 году профессор Н. В. Попов. Согласно её результатам, сделанным на основании протоколов, показаний и медицинских заключений экспертов, работавших в следственной комиссии, смерть Симон-Деманш наступила «от асфиксии вследствие удавления шеи петлёй, сделанной из платка, полотенца и т. д.»; ножевое ранение в горло было нанесено уже после кончины женщины. В своём заключении Попов отметил, что избиение Луизы происходило, когда она «находилась в лежачем положении»; клетчатое зелёное платье, в котором нашли погибшую, было надето уже на мёртвое тело.

## Отражение в творчестве

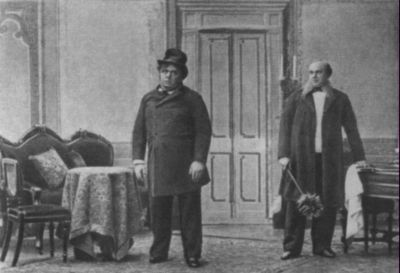
«Свадьба Кречинского». Театр Корша (1897)

Драматическая трилогия Сухово-Кобылина («Свадьба Кречинского», «Дело», «Смерть Тарелкина») — это, по мнению Власа Дорошевича, «плод тюремной тоски» и «крик протеста измученного человека». Первая из пьес создавалась в те годы, когда Александр Васильевич находился под следствием. Исследователи не увидели в «Свадьбе Кречинского» прямых отголосков той драмы, что случилась в жизни автора, однако отметили, что в ней уже прозвучал «мефистофельский смех» человека, перед которым демонстративно закрылись двери многих домов:

Разочарованность писателя в светской жизни, характерная для него в годы, когда обрушившиеся на него несчастья показали ему пустоту и бессердечие высшего дворянского круга, выразилась в комедии в том, что Петербург рисуется в ней как город разврата и хищничества, опасный для простых душ, а попытка приобщиться к высшему свету — как путь, ведущий к гибели.
Зато в «Деле» и «Смерти Тарелкина» в полной мере обнаружился опыт, полученный драматургом во время следствия. Литературовед Анатолий Горелов сравнил его «школу жизни» с впечатлениями Достоевского, отразившего собственные испытания в «Записках из Мёртвого дома». Так, Сухово-Кобылин не скрывал от близких, что после открытия уголовного дела ему не раз поступали предложения о взятках. Когда один из чиновников, получивший от него крупную купюру, на глазах у писателя проглотил её, Александр Васильевич, по свидетельству соседа Рембелинского, громко произнёс: «Картина!». Это восклицание Сухово-Кобылин впоследствии включил в несколько сцен пьесы «Дело». Герой комедии, рассказывающий об основных видах взяток («сельская», «промышленная», «уголовная или капканная»), подобен социологу-экономисту, а их перечень сродни «научно-популярному очерку из истории существующих в обществе отношений». Личные переживания автора замечены и в эпизоде допроса Расплюева, во время которого интерес следователя к «законом запрещённой любовной интриге» сопровождался выяснением деталей частной жизни: не навещал ли Кречинский Лидочку в ночные часы, не родился ли у них тайный ребёнок; в результате город заполнили «суды да пересуды».
В заключительной части трилогии — пьесе «Смерть Тарелкина» — автор детально познакомил читателей и зрителей с механизмами следствия. В ней опять-таки присутствовало много личных впечатлений, начиная от подписки о невыезде, предъявленной помещику Чванкину, и заканчивая системой допросов подозреваемых, «пыткой их „тёмной“». Сам Сухово-Кобылин не скрывал, что перо его обладает «мстительностью»; спустя годы после написания всех трёх пьес он заметил, что сознательно «наказал кнутом чиновную челядь».

## Комментарии
1. ↑  В Москве XIX века, поделённой на 17 частей, существовали частные полицейские дома, арестантские дома, тюрьмы; слово «частный» означало «относящийся к деятельности части» (службы, города). См.: Судебная стоматология / Пашков К. А.. — М.: МГМСУ, 2009. — С. 85—86. — ISBN 5-97894101-203-9.